# Cynthia Quartey
Cynthia Quartey (* 3. November 1965) ist eine ehemalige ghanaische Leichtathletin, die sich auf den Sprint spezialisiert hat. Ihren größten Erfolg feierte sie mit dem Gewinn der Goldmedaille in der 4-mal-100-Meter-Staffel bei den Afrikameisterschaften 1985 in Kairo.

## Sportliche Laufbahn
Erste internationale Erfahrungen sammelte Cynthia Quartey vermutlich im Jahr 1984, als sie bei den Afrikameisterschaften in Rabat mit der ghanaischen 4-mal-100-Meter-Staffel in 46,20 s gemeinsam mit Mercy Addy, Grace Armah und Doris Wiredu die Silbermedaille hinter dem kenianischen Team gewann. Anschließend nahm sie mit der Staffel an den Olympischen Sommerspielen in Los Angeles teil und schied dort mit 45,20 s im Vorlauf aus. Im Jahr darauf siegte sie in 45,08 s gemeinsam mit Martha Appiah, Grace Armah und Doris Wiredu mit der Staffel bei den Afrikameisterschaften in Kairo und im Oktober gelangte sie beim Leichtathletik-Weltcup in Canberra mit 44,76 s auf Rang sechs mit der Afrikastaffel. 1987 gewann sie bei den Afrikaspielen in Nairobi in 44,43 s gemeinsam mit Mercy Addy, Martha Appiah und Diana Yankey die Silbermedaille hinter dem nigerianischen Team. Im September kam sie bei den Weltmeisterschaften in Rom mit der Staffel mit 44,28 s nicht über den Vorlauf hinaus. 1990 gewann sie bei den Afrikameisterschaften in Kairo in 45,87 s gemeinsam mit Philomena Mensah, Diana Yankey und Helena Amoako die Silbermedaille hinter dem nigerianischen Team und beendete daraufhin ihre aktive sportliche Karriere im Alter von 24 Jahren.

## Persönliche Bestzeiten
- 100 Meter: 11,59 s, 1987